# Stade de la Concorde
 (septembre 2019).
Le stade de la Concorde de Kadutu, ou simplement stade de la Concorde, est une enceinte sportive située à Kadutu, à Bukavu, en république démocratique du Congo. Il est surtout utilisé pour les rencontres de football, mais on y organise aussi des concerts.

## Histoire
Le bâtiment est aujourd'hui le lieu de la ville où se déroulent les rencontres nationales et provinciales, ainsi que de nombreuses autres manifestations à caractère sportif ou culturel.
En 2016, le stade est rénové par le gouvernement à la suite de la recommandation de la Fédération internationale de football association (FIFA), car les conditions nécessaires pour y disputer des matchs n'étaient plus présentes (des SDF y vivaient et il n'y avait pas d'électricité).
Attendu depuis longtemps, le stade de la concorde de kadutu à Bukavu, dans l'est de la RDC a été rénové, afin de tenir compte de la modernisation .Ouvert le vendredi 2 août 2019,un tournoi de trois jours, était organisé pour la circonstance. Occasion pour Prince Cokola initiateur de ces travaux d'inviter la population de protéger cette infrastructure sportive  